# Petra De Sutter
Petra De Sutter (Oudenaarde, 10 juni 1963) is een Belgisch arts, hoogleraar en politica voor Groen.
Ze is een buitengewoon hoogleraar in de gynaecologie aan de Universiteit Gent en was tot 2019 hoofd van de afdeling Reproductieve Geneeskunde van het Universitair Ziekenhuis Gent. In 2014 werd ze politiek actief voor Groen en nam ze zitting in de Parlementaire Vergadering van de Raad van Europa. Ze zetelde van 2019 tot 2020 in het Europees Parlement. Van oktober 2020 tot januari 2025 was ze vicepremier en minister van Overheidsbedrijven en Ambtenarenzaken in de regering-De Croo. Verder is ze actief in de politiek in Horebeke. Op 1 oktober 2025 wordt Petra De Sutter rector van Universiteit Gent.
De Sutter was de eerste transgender minister van Europa.

## Carrière

### Studie en werkzaamheden
De Sutter behaalde in 1987 een diploma in de geneeskunde van de Rijksuniversiteit Gent. In 1991 behaalde ze een doctoraat in de biomedische wetenschappen, waarna ze gedurende twee jaar in Chicago verbleef om fundamenteel onderzoek te verrichten naar de genetica van eicellen van mensen en muizen. 
In 1994 werd ze erkend gynaecoloog. In datzelfde jaar behaalde De Sutter ook het aggregaat voor het hoger onderwijs, met haar masterscriptie 'Clinical and experimental applications of cytogenetic analysis of human and mouse oocytes'. In 2000 werd ze docent aan de Rijksuniversiteit Gent en klom op tot (buiten)gewoon hoogleraar. Nadat ze parlementslid werd, bleef ze deeltijds hoogleraar en tot oktober 2020 hoofd van de afdeling Reproductieve Geneeskunde van het Universitair Ziekenhuis Gent.
De Sutter werd fundamenteel klinisch onderzoeksmandataris van het Fonds voor Wetenschappelijk Onderzoek - Vlaanderen (FWO). Samen met haar onderzoeksteam verricht ze onderzoek naar embryonale stamcellen, het eicelactivatiemechanisme en fertiliteitspreservatie. Haar onderzoeksdomein is in het bijzonder het polycystisch ovariumsyndroom en de verschillende technieken van medisch begeleide voortplanting.
De Sutter werd lid van de ESHRE (European Society for Human Reproduction and Embryology). Tot 2014 was ze lid van het College van Geneesheren Reproductieve Geneeskunde, de erkenningscommissie gynaecologie-verloskunde, het College en meerdere werkgroepen van de Hoge Gezondheidsraad, en de Koninklijke Belgische Academie voor Geneeskunde. In Frankrijk zetelde ze tot 2014 als expert in de Agence de la biomédecine. Ze was ook lid van de Raad van Bestuur van het CMI (Centrum voor Medische Innovatie) toen deze organisatie nog bestond. Naast meer dan enkele honderden publicaties in peerreviewed tijdschriften, schreef ze ook boekhoofdstukken en gepubliceerde congresmededelingen. Ze geeft frequent lezingen.

### Politiek
De Sutter stond bij de verkiezingen in mei 2014 op de tweede plaats van de Europese lijst van Groen, na Europees parlementslid Bart Staes. Ze voerde vooral campagne rond milieu en de impact daarvan op gezondheid (met presentaties over o.a. hormoonverstoorders). Haar partij behaalde echter maar één zetel en liet haar vervolgens coöpteren in de Senaat. In de Senaat werd ze lid van de Commissie voor de Institutionele Aangelegenheden, waar naast grondwettelijke wijzigingen ook bio-ethische thema's besproken worden. Ze zette zich onder meer in voor een wettelijke regeling voor draagmoederschap, de onafhankelijkheid van klinisch onderzoek in de farmaceutische industrie, de risico's van vrijhandelsakkoorden zoals TTIP of CETA, de bescherming van de volksgezondheid voor schadelijke hormoonverstorende stoffen in plastic, cosmetica en de LGBTQIA+-rechten. Als senator werd ze ook afgevaardigd naar de Raad van Europa, waar ze lid werd van de commissie Sociale Zaken en vicevoorzitter van de commissie Migratie. Tevens werd ze voorzitter van een werkgroep binnen de Socialistische Groep in de Raad van Europa, de Women Working Group. Hier worden dossiers besproken met betrekking tot genderongelijkheid. Verder werd ze lid en vicevoorzitter van het European Parliamentary Forum on Population & Development (EPF) en ging ze in maart 2017 met een delegatie naar de VN-vrouwen-conferentie in New York.
Bij de lokale verkiezingen van 2018 was Petra De Sutter lijsttrekker voor Groen in de gemeente Horebeke. Begin 2019 legde ze de eed af als gemeenteraadslid van de gemeente, een mandaat dat ze bekleedde tot aan het begin van haar ministerschap in oktober 2020. In 2018 greep ze naast de nominatie als een van de "spitzenkandidaten" van de Europese Groene Partij voor de Europese Parlementsverkiezingen. Uiteindelijk werden Bas Eickhout en Ska Keller aangeduid als de kopstukken. Wel werd ze lijsttrekker voor Groen bij de Europese verkiezingen van 2019. Ze werd verkozen in het Europees Parlement met 143.377 voorkeurstemmen en zetelde er tot in oktober 2020. In het Europees Parlement was ze voorzitter van de commissie Interne Markt en Consumentenzaken.
Op 1 oktober 2020 werd ze vicepremier en minister van Ambtenarenzaken, Overheidsbedrijven, Telecommunicatie en Post in de regering-De Croo. De Sutter bleef deze functies bekleden tot 3 februari 2025.
Ze kwam begin mei 2023 als federaal minister van Post in een controverse terecht nadat in het verleden contracten tussen de overheid en bpost voor te hoge vergoedingen waren toegekend. De federale regering liet de contracten extern doorlichten. Daarnaast bleek dat medewerkers van bpost, gedetacheerd op het kabinet van De Sutter, betaald werden door bpost, waardoor er dus mogelijk sprake was van belangenvermenging. Zowel de wettelijke mogelijkheid tot detacheringen uit beursgenoteerde overheidsbedrijven, als de detachering van de twee medewerkers, werd stopgezet.
Bij de federale verkiezingen van juni 2024 werd Petra De Sutter lijsttrekker voor Groen in de kieskring Oost-Vlaanderen en werd ze met 65.000 voorkeurstemmen verkozen in de Kamer van volksvertegenwoordigers.
In oktober 2024 stond De Sutter in Horebeke op de tweede plaats van de kartellijst Nieuw Horebeke, een samenwerking van Groen, N-VA, CD&V en onafhankelijken. De lijst  behaalde de absolute meerderheid. In december 2024 werd ze eerste schepen onder burgemeester Tom Simaeys, met de bevoegdheden financiën, lokale economie, toerisme, fietsinfrastructuur, mobiliteit, erfgoed en dierenwelzijn.

### Rector Ugent
In januari 2025 stelde Petra De Sutter zich kandidaat voor de functie van rector van de Universiteit Gent, als tegenkandidate van de uittredende rector Rik Van de Walle. Op 30 april dat jaar werd ze door het personeel van de UGent - met een gemiddelde score van 71% over alle kiesgroepen - ook effectief verkozen tot de volgende rector. Haar mandaat gaat in op 1 oktober 2025. Zoals eerder aangekondigd bij haar kandidaatsstelling besloot ze hierdoor de nationale politiek te verlaten, al bleef De Sutter wel actief in de lokale politiek als schepen van Horebeke.

## Privé

### Transgender
De Sutter is transgender en trad hierover naar buiten in publicaties en interviews. De Sutter werd geboren als jongen, maar voelde zich van jongs af aan een meisje/vrouw. Sinds 2004, toen ze met haar lichamelijke transitie begon, gaat ze als vrouw door het leven. Ze nam daarbij de naam Petra aan, zodat de beginletter van haar voornaam gelijk bleef, dit met het oog op haar lijst van wetenschappelijke publicaties.

### Privéleven
De Sutter is sinds 2011 getrouwd. Ze heeft een zoon uit een eerder huwelijk.

## Prijzen en boeken
Op 7 maart 2016 werd ze bekroond tot Strafste Gentenaar van 2016 in de categorie academisch. De andere genomineerden waren politicoloog Carl Devos en mensenrechtenspecialist Eva Brems. Op 24 april 2016 ontving ze de Prijs De Maakbare Mens.
De Sutter schreef een boek over haar leven, met de titel [Over]leven, in samenwerking met Knack-journaliste Elke Lahousse. Het boek verscheen op 22 februari 2016 bij uitgeverij Manteau (ISBN 9789460415135).
In mei 2017 noemde Charlie Magazine De Sutter als een van de top 25 invloedrijke Belgen.
Op 30 november 2023 verscheen haar nieuw boek met als titel Wie redt de toekomst?, eveneens uitgegeven door uitgeverij Manteau.